# 알레스 호드리구 지아스 다 코스타
알레스 호드리구 지아스 다 코스타(Alex Rodrigo Dias da Costa, 흔히 알레스(Alex) 로 알려짐, 1982년 6월 17일, 니테로이 ~)는 브라질의 전 축구 선수로, 포지션은 중앙 수비수이다. 그는 피지컬적인 힘과 슈팅 파워로 알려져 있으며, 그 특징으로 "탱크" (De Tank) 라는 별명을 얻었다.
2004년 프리미어리그 클럽 첼시에 영입된 그는 네덜란드 클럽 PSV 에인트호번으로 임대되었고, 그곳에서 3번의 에레디비시 우승을 거두었다. 2007년 여름, 알레스는 마침내 네덜란드에서의 3년 생활에 종지부를 찍고 첼시 스쿼드에 합류하였다. 첼시 시절, 그는 2009년 FA컵과 2010년 리그 FA컵 "더블"을 획득하였고, 2008년 UEFA 챔피언스리그 결승전에도 진출하였다.
2003년과 2008년 사이, 알레스는 브라질 축구 국가대표팀 17경기를 뛰었고, 2007년 코파 아메라카 우승과 2003년 CONCACAF 골드컵 준우승을 거두었다.

## 클럽 경력

### 산투스
알레스는 브라질의 산투스에서 경력을 시작하였는데, 그는 2002년에 데뷔하여 시즌 막판에 클럽의 중앙 기둥이 되었다. 알레스는 1-1로 비긴 플루미넨시와의 경기에서 리그 경기에 처음으로 출전하였다. 데뷔전을 치른지 한달도 되지 않아, 알레스는 바스쿠 다 가마와의 2002년 9월 18일 경기에서 산투스 첫 골을 득점하였다. 여러 차례 인상적인 활약을 펼친 후, 알레스는 선발 라인업 명단에 포함되었다. 그의 첫 시즌인 2002 시즌에 산투스는 1968년 이후 처음으로 브라질 세리 A 타이틀을 획득하였다.
2003 시즌, 알레스는 34경기에 출전하였고, 수비로 기용되었지만, 무려 9골을 득점하였다. 또한, 알레스는 산투스가 코파 리베르타도레스의 결승전 진출에 힘을 보탰으나, 산투스는 아르헨티나의 보카 주니어스를 상대로 합계 1-5로 패하였다. 코파 리베르타도레스 결승 2차전, 알레스는 1-3으로 패한 이 경기에서 산투스의 만회골을 득점하였다.
알레스는 2004년에 명성있는 PSV 에인트호번과 첼시의 스카우트 피에트 더 피서에 의해 프리미어리그 클럽 첼시와 계약하였으나, 고용 허가를 얻는데 어려움을 겪은 그는 네덜란드 에레디비시 클럽 PSV 에인트호번으로 임대되었다.

### PSV 에인트호번 임대

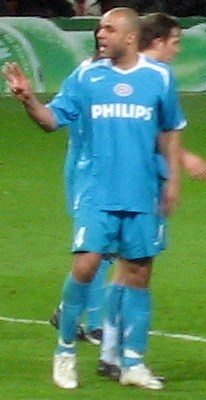
PSV 에인트호번의 알레스와 필립 코퀴.

알레스의 첼시와 PSV 에인트호번 이중 계약으로 알레스는 3년간 PSV 에인트호번으로 임대되었고, 첼시는 €1M의 바이아웃 조항을 쓸 수 있게 되었다. 알레스는 이후 3년간 PSV 에인트호번 선수로 활약하게 되었고, 에인트호번 클럽에서 활약하면서 4번 유니폼을 사용하였다. PSV에서 활약하면서, 그는 대포알 같은 프리킥과 강력한 피지컬 능력으로 "탱크" (De Tank) 라는 별명을 얻었다.
그는 2004-05 시즌에 공식적으로 PSV 에인트호번에 합류하여 팀이 에레디비시 타이틀과 KNVB컵 타이틀을 획득하여 국내 더블을 이룰 수 있게 하였다. 챔피언스리그에서, 알레스는 밀란과의 준결승전까지 PSV 에인트호번이 진출하는데 중요한 역할을 하였다. (PSV 에인트호번은 홈경기에서 3-1로 이겼으나, 이전에 산 시로에서 0-2로 패하면서 원정 다득점 원칙에 따라 결승 진출이 좌절되었다.) PSV 에인트호번은 준결승으로 진출하는 길목에 모나코와 리옹을 꺾었다.
2005-06 시즌, 알레스는 PSV 에인트호번에서 에레디비시 2연패를 달성하였다. 비록 피에트 더 피서와 첼시 수석 스카우트 프랑크 아르네센은 클럽의 수비 문제를 해결하기 위해 알레스를 복귀시켜야 한다고 주장하였으나, 첼시는 그를 복귀시키지 않았다. 그 대신, 주제 모리뉴 첼시 감독은 알레스의 자리에 할리트 불라루즈를 영입하였다. 그 결과, 알레스는 2006-07 시즌에 PSV 에인트호번에서의 3년차를 보냈다. 그는 PSV 에인트호번에서 에레디비시 3연패를 거두었는데, 팀은 최종전에 드라마틱하게 아약스와 AZ를 모두 따돌렸다. 알레스는 아스널과의 UEFA 챔피언스리그 16강전에서 후반에 양쪽 모두의 득점을 기록하였다. 팀 골키퍼 에우렐류 고메스를 넘기는 자책골을 넣은 뒤 8분을 남긴 상황에서 헤딩골을 득점하여 스스로를 구제하고, PSV 에인트호번의 8강행에 결정적인 역할을 하였다. 그는 나중에 부상당하는 바람에 리버풀과의 UEFA 챔피언스리그 8강전 출전이 좌절되었고, 팀은 합계 0-4로 패해 떨어졌다.

### 첼시

#### 2007-08 시즌

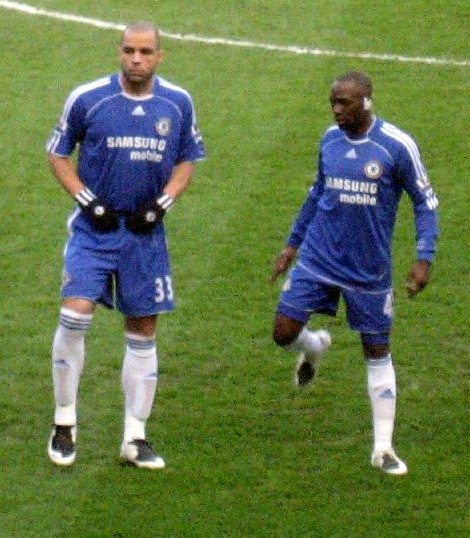
2008년, 맨체스터 유나이티드전을 앞두고 몸을 푸는 클로드 마켈렐레와 알레스

네덜란드 언론 더 텔레흐라프와의 인터뷰에서, 알레스는 첼시가 그의 고용 허가를 획득하는 단계에 있어서, 다음 시즌에 첼시에 합류할 확률이 매우 높다고 확인하였다. 알레스는 이후, 첼시가 그의 고용 허가를 발급 받는 것을 완료하였고, 다음 시즌을 첼시 선수로 시작할 수 있다고 확인하였다.
2007년 8월 2일, 알레스는 고용 허가를 발급받았고, 개인 조항에 합의를 본 후 메디컬을 통과하며 첼시로의 이적을 완료하였고, 런던 클럽과 3년 계약을 체결하였다.
2007년 8월 14일, 알레스는 주제 모리뉴 감독과 함께 잉글랜드 언론들이 참석한 기자 회견에 참석하였고, 여기서 그는 등번호 33번을 받았다. 8월 19일, 그는 1-1로 비긴 리버풀전에서 플로랑 말루다와 85분에 교체 출전하며 잉글랜드 무대에 데뷔하였다. 그는 0-2로 패한 애스턴 빌라 원정경기와 4-0으로 이긴 헐 시티와의 풋볼 리그 컵 경기에도 출전하였다.
2007년 10월 20일, 그는 미들즈브러전에서 27m 프리킥을 성공시키며 첼시에서의 첫 득점을 기록하였다. 그는 로센보르그와의 11월 28일 챔피언스리그 경기에서 또다시 프리킥 골을 성공시켰다. 그는 이후 4-4로 비긴 애스턴 빌라와의 경기에서 안드리 셰우첸코의 패스를 받아 스탬퍼드 브리지에서 통산 3호골을 득점하였다.

#### 2008-09 시즌
알레스는 2008-09 시즌동안 1군에서 많은 출장 기회가 주어졌다. 그는 주전 멤버였던 히카르두 카르발류가 시즌 대부분 기간을 부상으로 결장하면서 기회를 받았다. 그는 2008년 11월 1일, 선덜랜드전에서 득점하며 첼시의 프리미어리그 1,000호골 주인공이 되었다. 알레스는 이전에 PSV 에인트호번 시절에 감독이었던 휘스 히딩크가 첼시 사령탑을 맡고 나서 모든 경기에 선발로 출전하였고, 코번트리 시티와의 FA컵 8강 원정 경기에서 득점하였다.

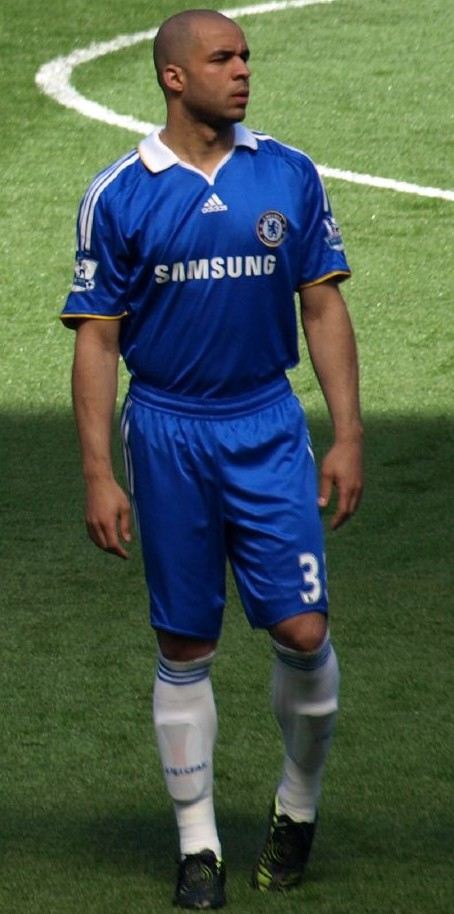
첼시에서 활약하는 알레스

스탬퍼드 브리지에서 열린 리버풀과의 챔피언스리그 8강 2차전에서, 알레스는 27m 거리에서 프리킥으로 득점하며 경기를 2-2로 균형을 맞추었다. 경기는 4-4로 종료되어 첼시가 합계 7-5로 승리하며 준결승전에 진출하였으나, 첼시는 준결승전에서 바르셀로나와의 판정시비 끝에 탈락하였다. 5월 10일, 알레스는 디디에 드로그바의 프리킥을 헤딩골로 연결하였고, 이 프리미어리그 경기에서 첼시는 아스널을 4-1로 박살냈다. 이 골은 아스널을 상대로한 그의 두번째 골이었다.

#### 2009-10 시즌
알레스는 월드 풋볼 챌린지 토너먼트의 밀란전에서 프리시즌 첫 경기를 치르었다.
2009년 10월 13일, 알레스는 첼시와 4년 재계약을 체결하면서, 스탬퍼드 브리지에 2013년 여름까지 남게 되었다.
알레스는 2009년 8월 15일, 허벅지 부상을 당하며 시즌 초 경기에 결장하였다. 그는 2009년 10월 28일, 볼턴 원더러스와의 리그컵 경기에서 시즌 첫 선발출전을 하였고, 90분 풀타임을 소화하였다. 그는 2009년 12월 16일, 포츠머스와의 경기에서 시즌 첫 프리미어리그 선발 출전을 하였다.
2010년 3월 13일, 그는 4-1로 이긴 웨스트 햄 유나이티드전에서 시즌 스탬퍼드 브릿지 경기 첫 골을 득점하며 리드를 가져다주었다.

#### 2010-11 시즌

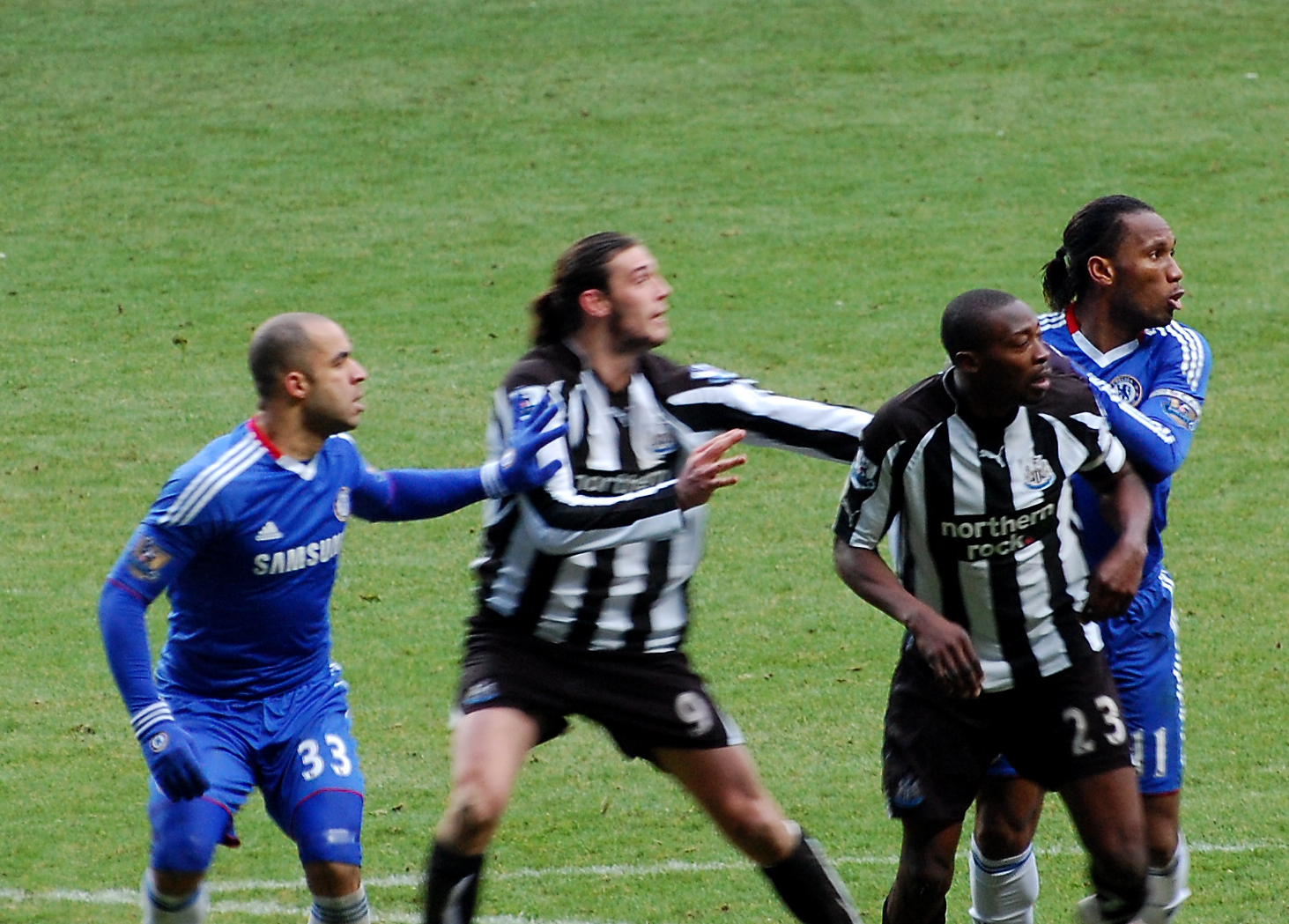
뉴캐슬 유나이티드의 앤디 캐롤과 숄라 아메오비를 마킹하는 알레스와 디디에 드로그바.

히카르두 카르발류가 레알 마드리드로 이적하면서, 알레스는 2010-11 시즌을 존 테리와 함께 첼시의 주전 센터백으로 시작하였다. 2010년 10월 3일, 그는 스탬퍼드 브리지에서 아스널을 상대로 22m 프리킥을 성공시키며, 2-0 승리에 쐐기를 박았다. 10월 5일, 그는 2-0으로 승리한 아스널과의 일요일 경기에서 넓적다리 부상을 당하며 최장 3주아웃 판정을 받았고, 이란과 우크라이나와의 친선경기를 앞둔 브라질 국가대표 명단에서 빠졌다. 2010년 10월 30일, 알레스는 첼시에 복귀하여 2-1로 이긴 블랙번 로버스 전에서 풀타임 출전을 하였다. 2010년 12월 1일, 알레스는 무릎 부상으로 3달 결장이 불가피하게 되었다. 부상에서 재활 도중, 카를로 안첼로티 감독은 알레스가 1월 말까지 무릎 수술로부터 완전히 회복하지 않을 경우 수비수를 한명 영입하는 것을 고려할 것이라 하였고, 결국 첼시는 다비드 루이스를 벤피카로부터 영입하였다. 2011년 3월 중순까지, 알레스는 1군 훈련에 복귀하였다.
부상 복귀 후, 2011년 4월 9일, 그는 1-0으로 이긴 위건 애슬레틱전에 복귀하였고, 그는 75분에 파울루 페헤이라와 교체되었다. 2011년 5월 8일, 그는 맨체스터 유나이티드와의 시즌을 좌우하는 경기에서 선발로 출전하여 실점에 영향을 주는 실책을 범하였고, 하프 타임에 다비드 루이스와 교체되었으며, 다음 2011년 5월 15일, 뉴캐슬 유나이티드와의 스탬퍼드 브리지 경기에서 풀타임을 소화하며, 2-2로 비긴 이 경기에서 82분에 헤딩골을 넣었다. 에버턴과의 리그 최종전에서, 알레스는 존 테리와 더불어 선발 출전하였으나, 70분에 페헤이라와 교체 아웃되었고, 팀은 구디슨 파크에서 0-1 패배를 당하였다. 이 시즌동안, 알레스는 20경기에 출전하여 모든 대회를 통틀어 2득점을 올렸다. 알레스는 인터뷰에서 유년 시절 리버풀 서포터였다고 진술한 것으로 인해 비난의 대상이 되었다.

#### 2011-12 시즌
여름 이적시장에서, 알레스는 지역 라이벌 아스널의 이적 제의 대상이 되었다. 2011년 8월 20일, 웨스트 브로미치 앨비언과의 홈 경기에서, 알레스의 수비 실책은 스트라이커 셰인 롱이 경기 4분만에 득점하게 만들었다. 그러나 첼시는 막판에 2-1로 뒤집었다. 2011년 9월 21일, 풀럼과의 리그컵 경기에서, 알레스는 49분에 케림 프레이에게 반칙을 한 것으로 인해 레드 카드를 받았고, 페널티킥으로 이어졌다. 그러나, 파이팀 카사미의 페널티킥은 백업 골키퍼 로스 턴불의 선방에 가로막혔다. 경기는 첼시가 승부차기에서 4-3으로 이기며 다음 라운드에 진출하였다. 2011년 11월, 그는 0-2로 패한 리버풀과의 리그컵 8강전에서 첼시 선수로써의 마지막 출전을 기록하였다. 그는 선발로 시작한 이 경기에서 페널티 에어리어의 핸드볼을 범하였고, 턴불은 다시 앤디 캐롤의 슛을 선방하였다.
2011년 12월 3일, 알레스는 이적 요청서를 제출하였고, 이는 승인되었다. 그는 신임 감독 마크 휴스가 취임한 퀸즈 파크 레인저스의 제의 대상이었다. 그러나 이적은 양쪽 모두 협상에 합의점을 찾지 못하면서 결렬되었다; 퀸즈 파크 레인저스는 알레스의 주급 조건을 맞출 수 없었고, 알레스는 잉글랜드에서 더 이상 머물기를 원치 않았다.

### 파리 생제르맹

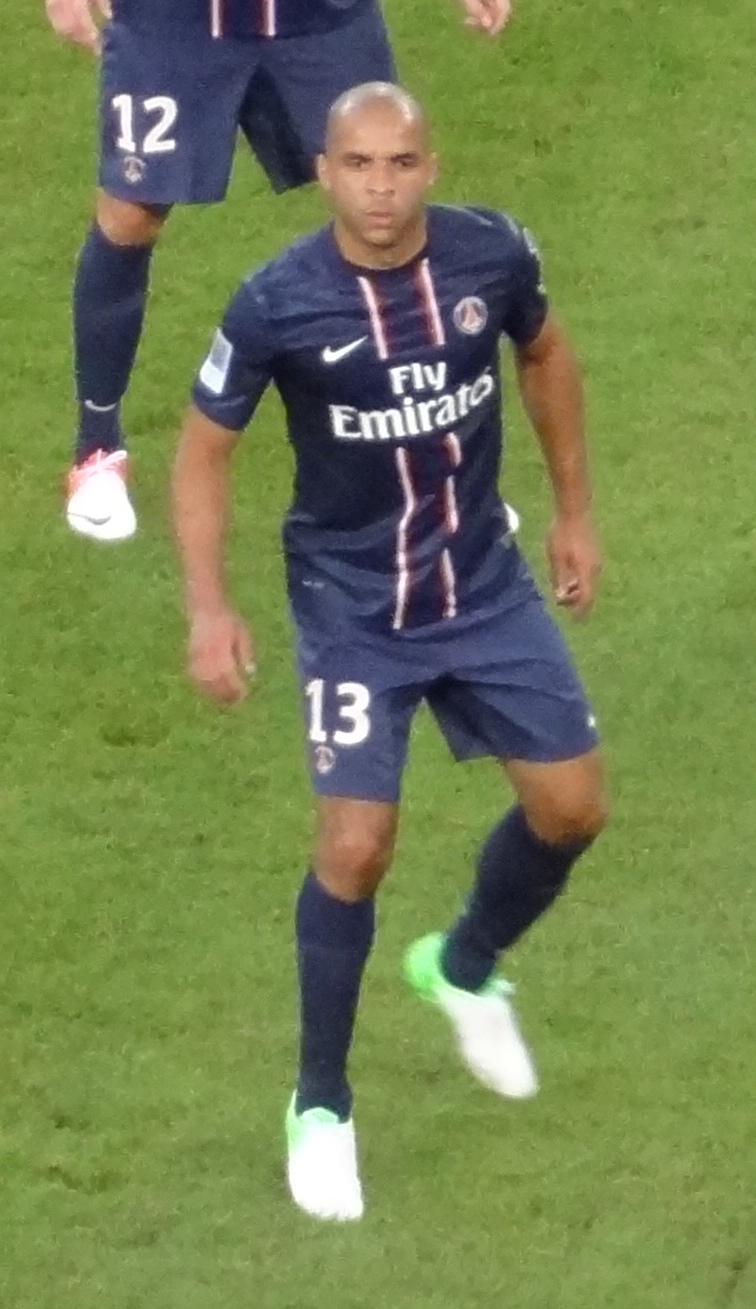
파리 생제르맹에서 몸을 푸는 알레스

2012년 1월 27일, 알레스는 £4.2M에 파리 생제르맹에 합류하며 그의 전 감독인 카를로 안첼로티와 재회하였다. 그는 이적 사유에 대해 안드레 빌라스보아스 첼시 감독이 충분한 출장 시간을 주지 못하였다고 공개적으로 진술하였다. 그는 사미 트라오레가 떠나면서 공석이 된 등번호 13번을 받았다.
2012년 2월 12일, 알레스는 0-0으로 비긴 니스와의 경기에서 PSG 데뷔전을 치르었는데, 그는 하프 타임에 크리스토프 잘레와 교체되어 출전하였다. 그 다음주인 2012년 2월 19일, 알레스는 몽펠리에와의 경기에서 27m 프리킥을 네네의 도움을 받아 PSG 이적 후 1호골을 득점하였고, 결과는 2-2 무승부였다. 2012년 4월 8일, 알레스는 마르세유전에서 61분에 결승골을 득점하였고, 팀은 2-1로 이겼다. 2012년 11월 6일, 디나모 자그레브와의 챔피언스리그 경기에서, 알레스는 16분에 하프 볼리슛으로 이반 켈바 디나모 골키퍼의 손을 넘기는 슛으로 팀의 첫번째 골을 득점하였다.
2013년 8월 3일, 가봉 리브르빌의 스타드 당공제에서 열린 보르도와의 트로페 데 샹피옹 경기에서 알레스는 경기 종료를 앞두고 찬 마지막 킥으로 2-1 결승골을 득점하였다.

### 밀란
이탈리아 세리에 A의 밀란이 프랑스 리그1 파리 생제르망의 브라질 출신 수비수 알렉스의 영입을 확정지었다. AC 밀란은 5일 공식 홈페이지를 통해 “브라질 출신의 수비수 알렉스를 영입했다”고 밝혔다.

## 국가대표팀 경력
2003년 7월 17일, 알레스는 멕시코와의 2003년 CONCACAF 골드컵 경기에서 브라질 국가대표 데뷔전을 치르었다. 그는 비록 브라질 U-23 국가대표팀 일원으로 대회에 참여하였으나, 정식 토너먼트였으므로, FIFA 출전 기록에 남게 되었다.
그는 2006년 FIFA 월드컵 최종 엔트리 발탁을 대기하고 있었다. 그러나, 월드컵 후, 그는 둥가 신임 국가대표팀 감독에 의해 차출되었다. 그는 결승전에서 숙적 아르헨티나를 3-0으로 대파한 브라질의 2007년 코파 아메리카 우승 주역이었다. 그는 부상으로 2009년 FIFA 컨페더레이션스컵 참가가 불발되었다.
5월 11일, 그는 2010년 FIFA 월드컵의 예비 엔트리 7인에 포함되어 있었다.

## 통계

### 클럽
2014년 2월 12일 기준
| 클럽           | 시즌      | 리그 | 리그 | 컵   | 컵 | 리그컵 | 리그컵 | 유럽 | 유럽 | 기타 | 기타 | 합계 | 합계 |
| 클럽           | 시즌      | 출장 | 골   | 출장 | 골 | 출장   | 골     | 출장 | 골   | 출장 | 골   | 출장 | 골   |
| -------------- | --------- | ---- | ---- | ---- | -- | ------ | ------ | ---- | ---- | ---- | ---- | ---- | ---- |
| 산투스         | 2002      | 19   | 3    | —    | —  | —      | —      | —    | —    | —    | —    | 19   | 3    |
| 산투스         | 2003      | 34   | 9    | —    | —  | —      | —      | —    | —    | —    | —    | 34   | 9    |
| 산투스         | 2004      | 4    | 0    | —    | —  | —      | —      | —    | —    | —    | —    | 4    | 0    |
| 산투스         | 합계      | 57   | 12   | —    | —  | —      | —      | —    | —    | —    | —    | 57   | 12   |
| PSV 에인트호번 | 2004–05   | 27   | 3    | —    | —  | —      | —      | 13   | 2    | —    | —    | 40   | 5    |
| PSV 에인트호번 | 2005–06   | 28   | 2    | —    | —  | —      | —      | 7    | 0    | —    | —    | 35   | 2    |
| PSV 에인트호번 | 2006–07   | 29   | 6    | 2    | 1  | —      | —      | 8    | 2    | —    | —    | 39   | 9    |
| PSV 에인트호번 | 합계      | 84   | 11   | 2    | 1  | —      | —      | 28   | 4    | —    | —    | 114  | 16   |
| 첼시           | 2007–08   | 28   | 2    | 2    | 0  | 3      | 0      | 6    | 1    | —    | —    | 39   | 3    |
| 첼시           | 2008–09   | 24   | 2    | 6    | 1  | 2      | 0      | 9    | 1    | —    | —    | 41   | 4    |
| 첼시           | 2009–10   | 16   | 1    | 6    | 0  | 1      | 0      | 2    | 0    | 1    | 0    | 26   | 1    |
| 첼시           | 2010–11   | 15   | 2    | —    | —  | 1      | 0      | 4    | 0    | —    | —    | 20   | 2    |
| 첼시           | 2011–12   | 3    | 0    | —    | —  | 3      | 0      | 3    | 0    | —    | —    | 9    | 0    |
| 첼시           | 합계      | 86   | 7    | 14   | 1  | 10     | 1      | 24   | 2    | 1    | 0    | 135  | 11   |
| 파리 생제르맹  | 2011–12   | 15   | 2    | 1    | 0  | —      | —      | —    | —    | —    | —    | 16   | 2    |
| 파리 생제르맹  | 2012–13   | 24   | 2    | 1    | 0  | —      | —      | 9    | 2    | —    | —    | 34   | 4    |
| 파리 생제르맹  | 2013–14   | 21   | 2    | 1    | 0  | 1      | 0      | 4    | 0    | 1    | 1    | 28   | 3    |
| 파리 생제르맹  | 합계      | 60   | 6    | 3    | 0  | 1      | 0      | 13   | 2    | 1    | 1    | 78   | 9    |
| 경력 합계      | 경력 합계 | 287  | 36   | 19   | 2  | 11     | 1      | 65   | 8    | 2    | 1    | 384  | 48   |

### 국가대표팀
| 국가대표팀 | 클럽           | 시즌      | 출장 | 골 |
| ---------- | -------------- | --------- | ---- | -- |
| 브라질     | 산투스         | 2003      | 5    | 0  |
| 브라질     | 산투스         | 2004      | 0    | 0  |
| 브라질     | PSV 에인트호번 | 2004–2005 | 0    | 0  |
| 브라질     | PSV 에인트호번 | 2005–2006 | 0    | 0  |
| 브라질     | PSV 에인트호번 | 2006–2007 | 9    | 0  |
| 브라질     | 첼시           | 2007–2008 | 3    | 0  |
| 브라질     | 첼시           | 2008–2011 | 0    | 0  |
| 브라질     | 파리 생제르맹  | 2012      | 0    | 0  |
| 합계       | 합계           | 합계      | 17   | 0  |

| 국가대표팀 출장 및 득점 기록 | 국가대표팀 출장 및 득점 기록 | 국가대표팀 출장 및 득점 기록   | 국가대표팀 출장 및 득점 기록 | 국가대표팀 출장 및 득점 기록 | 국가대표팀 출장 및 득점 기록 | 국가대표팀 출장 및 득점 기록          |
| #                            | 날짜                         | 경기장                         | 상대                         | 최종결과                     | 골                           | 대회                                  |
| 2003년                       | 2003년                       | 2003년                         | 2003년                       | 2003년                       | 2003년                       | 2003년                                |
| ---------------------------- | ---------------------------- | ------------------------------ | ---------------------------- | ---------------------------- | ---------------------------- | ------------------------------------- |
| 1.                           | 2003년 7월 13일              | 멕시코 D.F., 멕시코            | 멕시코                       | 0–1                          | 0                            | 2003년 CONCACAF 골드컵 (브라질 U-23)  |
| 2.                           | 2003년 7월 16일              | 멕시코 D.F., 멕시코            | 온두라스                     | 2–1                          | 0                            | 2003년 CONCACAF 골드컵 (브라질 U-23)  |
| 3.                           | 2003년 7월 19일              | 마이애미, 미국                 | 콜롬비아                     | 2–0                          | 0                            | 2003년 CONCACAF 골드컵 (브라질 U-23)  |
| 4.                           | 2003년 7월 23일              | 마이애미, 미국                 | 미국                         | 2–1                          | 0                            | 2003년 CONCACAF 골드컵 (브라질 U-23)  |
| 5.                           | 2003년 7월 27일              | 멕시코 D.F., 멕시코            | 멕시코                       | 0–1                          | 0                            | 2003년 CONCACAF 골드컵 (브라질 U-23)  |
|                              | 2003년 11월 15일             | 상 파울루, 브라질              | 코린치앙스                   | 2–0                          | 0                            | 비공식 친선경기 (브라질 U-23)         |
|                              | 2003년 11월 18일             | 상 파울루, 브라질              | 산투스                       | 3–1                          | 0                            | 비공식 친선경기 (브라질 U-23)         |
| 2004년                       |                              |                                |                              |                              |                              |                                       |
|                              | 2004년 1월 7일               | 콘셉시온, 칠레                 | 베네수엘라                   | 4–0                          | 0                            | 2004년 하계 올림픽 예선 (브라질 U-23) |
|                              | 2004년 1월 9일               | 콘셉시온, 칠레                 | 파라과이                     | 3–0                          | 0                            | 2004년 하계 올림픽 예선 (브라질 U-23) |
|                              | 2004년 1월 11일              | 콘셉시온, 칠레                 | 우루과이                     | 1–1                          | 0                            | 2004년 하계 올림픽 예선 (브라질 U-23) |
|                              | 2004년 1월 15일              | 콘셉시온, 칠레                 | 칠레                         | 1–1                          | 1                            | 2004년 하계 올림픽 예선 (브라질 U-23) |
|                              | 2004년 1월 18일              | 발파라이소, 칠레               | 콜롬비아                     | 3–0                          | 1                            | 2004년 하계 올림픽 예선 (브라질 U-23) |
|                              | 2004년 1월 21일              | 발파라이소, 칠레               | 아르헨티나                   | 0–1                          | 0                            | 2004년 하계 올림픽 예선 (브라질 U-23) |
|                              | 2004년 1월 23일              | 비냐 델 마르, 칠레             | 칠레                         | 3–1                          | 0                            | 2004년 하계 올림픽 예선 (브라질 U-23) |
|                              | 2004년 1월 25일              | 비냐 델 마르, 칠레             | 파라과이                     | 0–2                          | 0                            | 2004년 하계 올림픽 예선 (브라질 U-23) |
| 2005년–2006년                |                              |                                |                              |                              |                              |                                       |
|                              | 2005년 9월 6일               | 세비야, 스페인                 | 세비야                       | 1–1                          | 0                            | 비공식 친선경기                       |
| 2006년–2007년                |                              |                                |                              |                              |                              |                                       |
| 6.                           | 2006년 8월 16일              | 오슬로, 노르웨이               | 노르웨이                     | 1–1                          | 0                            | 친선경기                              |
| 7.                           | 2006년 9월 5일               | 런던, 잉글랜드                 | 웨일스                       | 2–0                          | 0                            | 친선경기                              |
|                              | 2006년 10월 7일              | 쿠웨이트 시, 쿠웨이트          | 알 쿠웨이트                  | 4–0                          | 0                            | 비공식 친선경기                       |
| 8.                           | 2007년 6월 5일               | 도르트문트, 독일               | 튀르키예                     | 0–0                          | 0                            | 친선경기                              |
| 9.                           | 2007년 6월 26일              | 푸에르토 오르다스, 베네수엘라  | 멕시코                       | 0–2                          | 0                            | 2007년 코파 아메리카                  |
| 10.                          | 2007년 7월 1일               | 마투린, 베네수엘라             | 칠레                         | 3–0                          | 0                            | 2007년 코파 아메리카                  |
| 11.                          | 2007년 7월 4일               | 푸에르토 라 크루스, 베네수엘라 | 에콰도르                     | 1–0                          | 0                            | 2007년 코파 아메리카                  |
| 12.                          | 2007년 7월 7일               | 푸에르토 라 크루스, 베네수엘라 | 칠레                         | 6–1                          | 0                            | 2007년 코파 아메리카                  |
| 13.                          | 2007년 7월 10일              | 마라카이보, 베네수엘라         | 우루과이                     | 2–2                          | 0                            | 2007년 코파 아메리카                  |
| 14.                          | 2007년 7월 15일              | 마라카이보, 베네수엘라         | 아르헨티나                   | 3–0                          | 0                            | 2007년 코파 아메리카                  |
| 2007년–2008년                |                              |                                |                              |                              |                              |                                       |
| 15.                          | 2007년 11월 21일             | 상 파울루, 브라질              | 우루과이                     | 2–1                          | 0                            | 2010년 FIFA 월드컵 예선전             |
| 16.                          | 2008년 2월 6일               | 더블린, 아일랜드               | 아일랜드                     | 1–0                          | 0                            | 친선경기                              |
| 17.                          | 2008년 3월 26일              | 런던, 잉글랜드                 | 스웨덴                       | 1–0                          | 0                            | 친선경기                              |

## 수상
산투스
- 브라질 세리 A: 2002, 2004

PSV 에인트호번
- 에레디비시: 2004–05, 2005–06, 2006–07
- KNVB컵: 2004–05

첼시
- 프리미어리그: 2009–10
- FA컵: 2009, 2010
- FA 커뮤니티실드: 2009

파리 생제르맹
- 리그 1: 2012–13
- 트로페 데 샹피옹: 2013

브라질
- 코파 아메리카: 2007
- CONCACAF 골드컵 준우승: 2003